# Baena (apellido)
Baena es un apellido español que se originó en Baena en Andalucía en el siglo XIII. Históricamente, ha sido común entre los nobles asociados con la ciudad y los judíos de la zona que cambiaron su nombre tras la conversión católica.

## Historia
Baena es un apellido toponímico de la ciudad de Baena en el sur de España, y se habría originado al ser tomado por uno de los caballeros que conquistaron la ciudad en 1240. El originador fue hidalgo en Baena antes de trasladarse a Sevilla. En los años siguientes, otras figuras destacadas asociadas a la ciudad comenzaron a añadirlo a su nombre (en la forma de de Baena). Más tarde, el conde de Cabra decretó que los apellidos de sus pajes incorporarían (de) Baena. Los pajes solían tener linaje noble, y (entre otros) los miembros de la familia Herrera que fueron pajes en la corte tomaron Baena en sus nombres de ahí en adelante, difundiéndolo. El escudo de armas más común asociado a la familia Baena fue el de Manuel Díaz de Herrera y Baena, un hidalgo nacido en Sevilla.: 97–99 
Ha habido varios linajes de caballeros que han llevado el apellido a lo largo de los siglos, incluidos la Orden de Santiago, la Orden de Calatrava y la Orden de Carlos III. Este último linaje fue ennoblecido y algunos de sus miembros sirvieron en las Reales Chancillerías de Granada y Valladolid.
En sus inicios, el apellido se asoció y se consideró típico entre los judeoconversos, judíos ibéricos que fueron presionados para convertirse al cristianismo; después de los pogromos de 1391 en España, muchos judíos sobrevivientes se convirtieron o fueron obligados a convertirse. Baena tenía una población judía considerable y era común cambiar un nombre judío por uno toponímico (como un nombre más cristiano), a pesar de que pocos de los judeoconversos de Baena tenían nombres judíos identificables de antemano. Hacia el siglo XVI, los judeoconversos con el apellido Baena se integraron a la vida cristiana en las ciudades españolas; sin embargo, el apellido ha conservado su conexión judía hasta el siglo XXI en América, y las personas que llevan el apellido posiblemente sean descendientes de la diáspora judía sefardí.

## Personas
- Álex Baena (nacido en 2001), futbolista español.
- Ángel Baena (nacido en 2000), futbolista español.
- Antonio Cabello Baena (nacido en 1990), ciclista español.
- Antonio Luis Baena Tocón (1915-1998), fiscal español durante la dictadura de Francisco Franco.
- Carlos Baena (nacido en 1974/5), animador y director español.
- Carlos Baena (1930–2013), actor y director teatral hispano-mexicano.
- Carlos Alberto Baena (nacido en 1967), político colombiano.
- Carlos Martínez Baena (1889-1971), actor hispano-mexicano.
- Cecilia Baena (nacida en 1986), patinadora colombiana.
- César Baena (nacido en 1986), esquiador venezolano-español.
- César Renato Baena (nacido en 1961), futbolista venezolano.
- Eugenio Baena Calvo (1953-2025), periodista colombiano.
- Gustavo Restrepo Baena (nacido en 1982), marchador colombiano.
- Javier Adrián Baena (nacido en 1968), futbolista argentino.
- Jeff Baena (1977-2025), director de cine y escritor estadounidense.
- João Clemente Baena Soares (1931-2023), diplomático brasileño.
- José Humberto Baena (fallecido en 1975), antifascista español y víctima de las últimas ejecuciones del franquismo.
- Joseph Baena (nacido en 1997), culturista estadounidense.
- Juan Baena Ruiz (1950-2012), futbolista español.
- Juan Bravo Baena (nacido en 1974), político español.
- Juan Alfonso de Baena (fallecido en 1435), poeta castellano.
- Marisa Baena (nacida en 1977), golfista colombiana.
- Mark Baena (nacido en 1968), futbolista estadounidense.
- Ociel Baena (1984-2023), jurista y activista LGBTQ+ de México.
- Pablo García Baena (1921-2018), poeta español.
- Rafael Baena González (nacido en 1982), jugador de balonmano español.
- Raúl Baena (nacido en 1989), futbolista español.
- Roberto Carballés Baena (nacido en 1993), tenista español.
- Rodrigo Baena, diplomático brasileño y exportavoz de la presidencia.
- Rosa Márquez Baena (nacida en 2000), futbolista española.